# George Dalaras
George Dalaras, (grč. Γιώργος Νταλάρας), (Nea Kokinia, Pirej, Grčka 29. rujna 1949.) poznati je grčki glazbenik. 

## Životopis
Sin je Loukasa Daralasa, pjevača 1950-ih i 1960-ih. Njegova glazba se može klasificirati u pripadnosti glaznenih pravaca: Laika, Rebetiko i Dimotiko. Njegov otac, tetka i djed su bili glazbenici unutar Laika pravca. Svoju prvu ploču izdaje 1968. Od tada je izdao još oko 50 albuma a na još 40 albuma je sudjelovao s drugim glazbenicima. Dalaras je prodao više od 10 milijuna albuma a surađivao je sa svim značajnijim grčkim kompozitorima poput: Mikisa Theodorakisa, Manosa Chatzidakisa, Apostolosa Kaldarasa, Stavrosa Koujioumtzisa, Giannisa Markopoulosa, Manosa Loizosa i Stavrosa Xarchakosa. Smatra se jednim od najvažnijih i najuspješnijih grčkih pjevača posljednjih desetljeća.
Dalaras objavljuje 2005. CD Sta tragoudia pou sou grafo, koji je pod nazivom Shining Nights internacionalno poznat. Vrlo je omiljen na Bliskom istoku.
Surađivao je za glazbenicima iz drugih zemalja, između ostalih, s Goranom Bregovićem i Pacom de Lucíom.
Oženjen je s Annom Ragousi, koja je ujedino njegov menadžer i imaju jednu kćer Georgiannu.

## Vanjske poveznice
- Službena stranica Georga Dalarasa